# Cinema of Transgression
Cinema of Transgression (Kino der Überschreitung) ist ein Ausdruck, den Nick Zedd 1985 prägte, um eine in New York City beheimatete Undergroundfilm-Bewegung zu bezeichnen, die aus einer losen Gruppe ähnlich gesinnter Künstler bestand.

## Undergroundfilm-Bewegung
Sie verwendeten Schockwirkungen und Humor in ihren Arbeiten. Zu den Hauptbeteiligten zählten Nick Zedd, Kembra Pfahler, John Waters, Casandra Stark, Beth B, Tommy Turner, Richard Kern und Lydia Lunch, die in den späten 1970ern bis Mitte der 1980er begannen, Filme mit sehr geringen Budgets mit billigen Super8-Kameras zu machen.
Zedd erläuterte die Philosophie des Cinema of Transgression im Cinema of Transgression Manifesto, das pseudonym im Underground Film Bulletin (1984–1990) erschien.
Richard Kern, der vielleicht berühmteste Künstler der Transgression, begann in New York mit den Schauspielern Nick Zedd und Lung Leg Filme zu machen. Einige waren Videos für Künstler wie Butthole Surfers und Sonic Youth.

„We propose that all film schools be blown up and all boring films never be made again.“

## Vorläufer
Das Cinema of Transgression steht in der Tradition von Filmemachern wie Jack Smith, Andy Warhol, John Waters und Kenneth Anger. Es ging direkt aus dem New Cinema bzw. der No Wave Film, die in direkter Beziehung zum New York Punk und zum No Wave in der Musik standen. Oft, aber keineswegs ausschließlich spielten Musiker aus dieser Zeit wie Arto Lindsay, Pat Place, Klaus Nomi und Lydia Lunch in den Filmen mit.